# Yngleknop
Yngleknopper (også kaldet  bulbils) er specielle formeringsrelaterede organer, som nogle planter danner. 
Yngleknopper findes i flere former. Mange arter i løg-slægten (Allium), eksempelvis løg, purløg og hvidløg, danner yngleknopper (ofte kaldet yngleløg)  i blomsterstanden, mens andre planter som fx tandrod (Cardamine bulbifera) danner dem i bladhjørnerne. Andre igen, som eksempelvis den lille orkide hjertelæbe (Ophrys paludosa), danner små yngleknopper på kanten af bladene.
Disse yngleknopper kan planterne anvende til at formere sig i form af vegetativ formering – dvs. uden befrugtning. Når bladene visner og lægger sig ned på jorden slår yngleknopperne rod og bliver derefter til nye planter med samme egenskaber som den plante, de stammer fra.